# インゴ・ゴリツキ
インゴ・ゴリツキ（Ingo Goritzki, 1939年2月22日 ベルリン - ）はドイツのオーボエ奏者。

## 経歴
フライブルクでフルートとピアノを学ぶが、20歳の時にオーボエに転向する。デトモルトでヘルムート・ヴィンシャーマンに師事し、パリでは長年パブロ・カザルスやシャンドール・ヴェーグと室内楽演奏の共演者を務めた。バーミンガム、プラハ、ジュネーヴなど、国内外のコンクールでたびたび入賞している。バーゼル交響楽団やフランクフルト放送交響楽団では首席オーボエ奏者を務めた。
1976年にハノーファー州立音楽演劇大学の教授に就任し、その後はシュトゥットガルト音楽演劇大学に転任した。また、シュトゥットガルト国際バッハ・アカデミーやマインツ・ヴィラ＝ムジカ国営基金、ゲーテ・インスティトゥート・ミュンヘン、ザルツブルク国際夏季講習会、ロカルノ・ティチーノ＝ムジカ国際音楽祭、ロンドン王立音楽院、オーストラリア国立音楽院など、世界各地でマスタークラスを主宰している。
モダン・オーボエとバロック・オーボエの両方を演奏するほか、コーラングレやヘッケルフォンも得意とする。
バッハやモーツァルトの原典版復元にも力を入れ、その幾つかはヘンレ版として出版されている。